# Обсерватория Литчфилд
Обсервато́рия Ли́тчфилд — астрономическая обсерватория, основанная в 1859 году в Клинтон, шт. Нью-Йорк, США. Обсерватория основана при Гамильтонском колледже.

## Руководители обсерватории
- 1859—1890 — Петерс, Кристиан Генрих Фридрих

## История обсерватории
После первых открытий астероидов (1861—1867 гг.) Петерс прославился и местный железнодорожный магнат Mr. Litchfield предложил финансирование работы астронома в обмен на наименование обсерватории своим именем. Так обсерватория и получила современно название.

## Инструменты обсерватории
- 13,5-дюймов рефрактор от Charles A. Spencer — один из крупнейших в те времена в США.

## Направления исследований
- Наблюдения солнечных пятен
- Поиск астероидов
- Создание карт области эклиптики звезд (около 100 000 наблюдений выполнено), которые доступны для наблюдений в 13.5-дюймовый телескоп — эти карты должны были помочь в поиске новых астероидов. Всего должно было быть опубликовано 182 карты, но успели всего первые 20 в 1882 году.

## Основные достижения
- Открытие 48 астероидов с 1861 по 1889 год (список открытий смотрите в статье Петерс, Кристиан Генрих Фридрих)

## Интересные факты
- Первый астероид (72) Ферония был открыт 29 мая 1861 года — всего через несколько недель после окончания Гражданской войны в США. Он являлся пятым, открытым в США (до этого их открывали Фергюсон и Сирл).
- Петерс остаётся вторым после Пализы по числу визуально открытых астероидов (не фотографическим способом).